# Мило фон Аменслебен
Мило фон Аменслебен (на немски: Milo (II) von Ammensleben; * ок. 1095; † 18 февруари 1126 при Кулм в Чехия) е граф на Аменслебен (днес в Нидере Бьорде) и фогт на манастир Хилерслебен (днес част от Вестхайде). Аменслебен се намира на ок. 10 километра северно от Магдебург в днешна Саксония-Анхалт в Германия.
Той е син на граф Дитрих фон Аменслебен († 1120) и съпругата му Амулрада фон Аменслебен-Грибен († сл. 1120) вдовица на Екберт фон Харбке, дъщеря на Дитрих фон Аменслебен-Грибен и Дигнамента (Маргарета) фон Морзлебен-Хорнебург, която е сестра на папа Климент II († 1047) и на Конрад фон Морзлебен, патриарх на Аквилея († сл. 1040).
Той има две сестри. Сестра му Ода фон Аменслебен е омъжена за Гебхард II фон Кверфурт († 18 февруари 1126 убит при Кулм), и е майка на Конрад фон Кверфурт († 1142) архиепископ на Магдебург (1134 – 1142), и Зигфрид фон Кверфурт († ок. 1150), епископ на Вюрцбург. Сестра му Гизела фон Аменслебен († сл. 1126), омъжена (изгонена юни 1125) за Вало II фон Фекенщет († 1126 убит от ревност) и е майка на Фридеруна фон Фекенщет, омъжена за граф Бернхард II фон Депенау-Васел († 1155, Италия), майка на Конрад II фон Васел.
Чрез съпругата си Мило става фогт и граф на Хилерслебен. Мило фон Аменслебен участва през 1126 г. във военния поход на император Лотар III против Бохемия като представител на Албрехт Мечката и е убит на 18 февруари 1126 г. в битката при Кулм.
Фамилията създава фамилния манастир в Аменслебен, където е гробницата на „графовете фон Хилерслебен-Аменслебен“.

## Фамилия
Мило фон Аменслебен се жени за Луитбирг фон Хилерслебен-Айлсторф-Айзлебен (* ок. 1097; † сл. 1109), дъщеря на граф Ото фон Хилерслебен и Алдесиндис фон Айлсдорф. Те имат децата:
- синове фон Морслебен († сл. 1126)
- Херман фон Хилерслебен († пр. 1135), фогт или граф на Аменслебен
- Ото фон Аменслебен-Хилерслебен († 15 януари 1152/1 август 1154), фогт на Хилерслебен; след смъртта на Херман също граф на Аменслебен, 1135 г. фогт на манастир Аменслебен, женен за Берта († сл. 1129)
- Дитрих III фон Аменслебен († пр. юни 1154 в Рим), каноник в Магдебург 1128/1135/1148
- Бия фон Аменслебен (* ок. 1121; † сл. 1348), омъжена за граф Бурхард фон Конрадсбург-Фалкенщайн († сл. 1155)